# Departamento de Nariño
Koordinaten: 1° 36′ N, 77° 54′ W

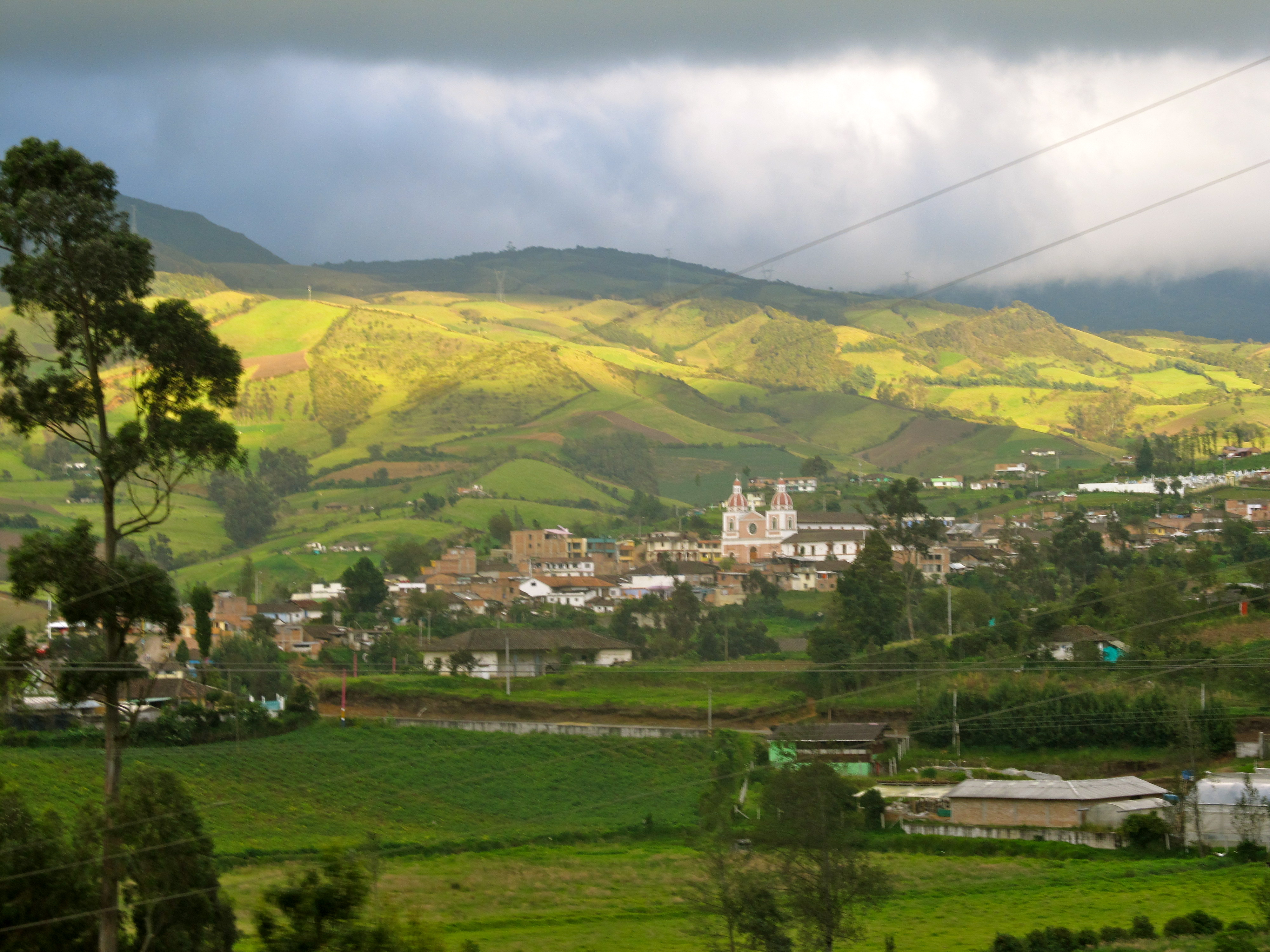
Abendstimmung in typischer Landschaft von Nariño

Das Departamento de Nariño ist ein nach dem Militärführer Antonio Nariño benanntes kolumbianisches Departamento im Südwesten des Landes, an der Grenze zu Ecuador und an den Ufern des Pazifischen Ozeans. Im Norden grenzt das Departamento an das Departamento del Cauca und im Osten an das Departamento de Putumayo. Die Hauptstadt ist San Juan de Pasto.

## Geografie
Das Departement Nariño liegt im nördlichen Teil des südamerikanischen Kontinents, zwischen 0°31'08.0" und 2°41'08.0" nördlicher Breite und 76°51'19.0" und 79°01'34.0" westlicher Länge. Es grenzt im Norden an das Departement Cauca, im äußersten Südwesten an die Grenze der Republik Ecuador, im Osten an die Departements Putumayo und Cauca und im Westen an den Pazifischen Ozean. Das Departement erstreckt sich über eine Fläche von 33.268 km² und liegt in der Andenkette. Die Fläche des Departements entspricht 3 % der Gesamtfläche Kolumbiens (1.141.748 km²) und weist einen Höhenunterschied zwischen 0 und 4.764 m auf.
Das Gebiet des Departements Nariño wird in die drei physiografische Regionen Pazifische Ebene, die Andenregion und das Amazonasgebiet unterschieden. Die Pazifische Ebene, die 52 % der Fläche des Departements einnimmt, zeichnet sich durch hohe Niederschlagsmengen (3.000 mm), hohe Temperaturen und Urwaldvegetation aus, sie ist unterteilt in die Schwemmlandplattform oder Mangrovenzone und die Regenwaldebene, die sich bis zu den Ausläufern der Westkordillere erstreckt. Die Andenregion, die Quelle der fünf wichtigsten Flussadern des Landes, umfasst 38 % der Fläche des Departements und zeichnet sich durch ein zerklüftetes Gelände aus, das eine Vielzahl von Thermalböden und sehr spezifische Mikroklimata bietet. Sie durchdringt die Gebirgskette der Anden und bildet den Knotenpunkt Los Pastos, von dem zwei Zweige abgehen: die Cordillera Occidental, zu der die Vulkane Chiles (4.718 m), Cumbal (4.764 m), Azufrío (4.764 m) und Azufral (4.070 m) mit der Senke namens Hoz de Minamá gehören. Ferner die zentral-östliche Gebirgskette, die die Hochebene Túquerres - Ipiales, das Atriz-Tal und die Vulkane Galeras (4.276 m) und Doña Juana (4.250 m) umfasst. Der amazonische oder östliche Abhang hingegen weist steiles, wenig nutzbares Gelände auf und ist von feuchten Wäldern bedeckt, in denen sich die Lagune von Cocha befindet. Die Meeresküstenzone ist Teil des Umweltgebiets Unidad Ambiental Costera Llanura Aluvial del Sur (Südliche Schwemmlandküste) erstreckt sich neben der Insel- und Binnengewässer über das kontinentales Territorium hinaus bis zu einer Breite von 12 Seemeilen oder 22 km. Das Departement Nariño beherbergt einen hohen Prozentsatz der biologischen Vielfalt des Landes und gilt als wichtiger Ort für die Erhaltung endemischer Arten, weshalb es als Zentrum der Artbildung, insbesondere von Kolibris, anerkannt wurde. Von der Gesamtzahl der Arten in Kolumbien entfallen 19,60 % der Pflanzen, 11,05 % der Amphibien, 13,03 % der Reptilien, 68,09 % der Vögel, 38,30 % der Säugetiere, 12,68 % der Schmetterlinge, 19,06 % der Ameisen und 1. 35 % der Käfer auf das Departement, die in Feuchtgebieten, Trockenwäldern, Tropen- und Andenwäldern, Mangrovenökosystemen und Meeresküstenzonen verbreitet sind.

## Demografie
Im Departamento Nariño lebt die Mehrheit der Bevölkerung immer noch auf dem Lande, 43 % wohnen in den Gemeindehauptstädten, 57 % im übrigen Departement. Die Gesamtzahl der Einwohner wird bald zwei Millionen erreichen, von 2006 bis 2016 wuchs die Bevölkerung von Nariño von 1.560.895 auf 1.765.906 Einwohner. Die Bevölkerung ab 10 Jahren verteilt sich nach dem Erwerbsstatus wie folgt: 51 % Erwerbstätige, 20 % Studenten, 24 % Hausangestellte, 1 % Rentner und Pensionäre und 4 % in einer anderen Situation. Von der erwerbstätigen Bevölkerung arbeiten 56 % im ländlichen Sektor, 53 % sind abhängig beschäftigt und 32 % sind selbständig tätig.  In den Städten Pasto, Ipiales und Tumaco leben 28,3 % der Bevölkerung des Departements, in Pasto 19 %, in Tumaco 5,2 % und in Ipiales 4,74 %. In den oft schwer zugänglichen Gebieten der komplexen dynamischen Ökosysteme, wie Mangrove, oder Orten mit seismischer und vulkanischer Aktivität, konzentriert sich die Bevölkerung in größeren Siedlungen. Unter den in ländlichen Gebieten verstreut lebenden Menschen ragt die Gemeinde Tumaco mit 10,2 % der Bevölkerung heraus, die Gemeinde Pasto mit 5,2 %, Barbacoas mit 2,67 % und Túquerres mit 1,68 %. In Nariño besteht die Mestize-Bevölkerung aus 1.252.381 (70,92 %) Personen, gefolgt von den schwarzen Gemeinschaften mit 331.990 (18,8 %) und den Indigenen mit 181.535 (10,28 %). Außerdem gibt es 83 (0,005 %) Roma. Entlang der Küste und des Küstenvorgebirges in den Gemeinden El Charco, Barbacoas, La Tola, Santa Bárbara, Tumaco, Magüí, Roberto Payán, Francisco Pizarro, Mosquera und Olaya Herrera sowie in der Andenzone in Ipiales, Cumbitara und Policarpa, also in den Gebieten, die stark vom Drogenhandel und dem bewaffneten Konflikt betroffen sind, leben 270.433 Menschen.

## Kultur
Nariño ist die Heimat mehrerer indigener Gemeinschaften, darunter die Awas
die Pastos, die Quillacingas und die Eperara Siapidara. Diese Gemeinschaften bewahren ihre angestammten Traditionen, Sprachen, Handwerke und Lebensweisen und tragen so zur kulturellen Vielfalt der Region bei. Töpferei, Korbflechterei, Weberei und traditionelle Musik sind einige der wichtigsten kulturellen Ausdrucksformen der indigenen Völker von Nariño. Gastronomisch spiegeln traditionelle Gerichte die Vielfalt der in der Region verfügbaren Zutaten wider. Zu den bekanntesten Gerichten gehören Fritanga (eine Mischung aus gebratenem Fleisch), gebratenes Meerschweinchen, Hornado (Schweinebraten) und gebratene Forelle. Diese Gerichte werden in der Regel von Zutaten wie Mais, Kartoffeln, Bohnen und Kochbananen begleitet. Nariño ist bekannt für seine farbenfrohen Feste und Feiern, die das ganze Jahr über in verschiedenen Teilen des Departements stattfinden. Der Carnaval de Negros y Blancos in Pasto, der im Januar stattfindet, ist eine der größten und bekanntesten Veranstaltungen in Kolumbien. Weitere wichtige Feste sind die Fiesta de San Pedro in Tumaco, die Feria de la Artesanía in Ipiales, die Fiesta del Agua in La Cocha und religiöse Feste wie die Semana Santa, die in der ganzen Region gefeiert wird. Musik und Tanz sind grundlegende Elemente der Kultur von Nariño. Die Andine Musik mit Instrumenten wie Gitarre, Tiple, Bandola, Quena und Cununo ist ein fester Bestandteil des täglichen Lebens und erklingt bei Festen, gesellschaftlichen Veranstaltungen und Feiern. Auch der Tanz spielt eine wichtige Rolle. Traditionelle Tänze wie Bambuco, Currulao, Pasillo und Sanjuanero spiegeln die kulturelle Identität der Region wider. Nariño beherbergt beeindruckende Kirchen, wie die Kathedrale San Pedro in Pasto und die Wallfahrtskirche Santuario de Las Lajas in Ipiales. Neben dem kolonialen Erbe verfügt Nariño über bedeutende archäologische Stätten wie die Petroglyphen von El Encanto, die von der Präsenz alter Kulturen in der Region zeugen.

## Wirtschaft
Es gibt etwa 600 Industriebetriebe, die meisten davon klein und mittelgroß. Die Kleinindustrie ist von entscheidender Bedeutung für die Wirtschaft des Departamento de Nariño, da sie zur Beschäftigung und zum BIP beiträgt.
Die Leder-, Holz- und Wollindustrie sticht heraus. Kommerzielle Aktivitäten sind wichtig für die Entwicklung des Grenzhandels mit Ecuador und dem Hafen von Tumaco. Produkte wie Kohlenwasserstoffe, Öl aus Putumayo, Palmöl und Fischereierzeugnisse werden über den Seehafen Tumaco mobilisiert.
Seine touristische Aktivität hat sich im Laufe der Zeit weiterentwickelt und gewinnt zunehmend an Bedeutung. Bekannt ist das gekochte Hervido, ein typisches Getränk aus Fruchtsaft mit Zuckerrohrlikör.
Die Hauptstadt Pasto weist eine Reihe kolonialer Bauten auf und Tumaco ist ein Ort mit präkolumbischer Kultur.

### Landwirtschaft
Die wichtigsten Anbauprodukte sind Kartoffeln (45.769 ha), traditioneller Mais (32.768 ha), Weizen (30.015 ha), Kaffee (27.607 ha), Bohnen (21.567 ha), Kakao (15.164 ha), Bananen (21.362 ha), Zuckerrohr (18.011 ha), afrikanische Palmen (14.800 ha); in geringerem Umfang auch Möhren, Erbsen und Bohnen. Die industrielle Tätigkeit in Nariño basiert zu 95 % auf der Produktion von Nahrungsmitteln und Getränken, das Kunsthandwerk und die Möbelindustrie. Nariño belegt mit 47.309 Tonnen Kokosnussproduktion und 13.465 Tonnen Weizen den ersten Platz in Kolumbien.
Die Böden des Departements sind für die Landwirtschaft geeignet, allerdings gibt es Gebiete mit einem hohen Grad an Erosion, verursacht durch Abholzung, Holzeinschlag, Brandrodung, Umwandlung des Bodens, mangelnde Wasserverfügbarkeit. Ein bedeutender Teil der Bevölkerung erwirtschaftet sein Einkommen in Kleinstgärtnereien mit einer Ausdehnung von weniger als einer landwirtschaftlichen Familieneinheit, insbesondere durch den Anbau von Kartoffeln, Erbsen, Bohnen, Gemüse, Kaffee und Zuckerrohr. In den Gemeinden des Hochlands dominieren die Milchproduktion, Anbau von Kakao, Kokosnuss, Bananen, sowie der Produktion von Palmöl, in den Küstengemeinden vor allem Holzwirtschaft und Fischerei. In den Gemeinden mit mittlerem Klima ist auch der Anbau von Zitronen, Avocados, Passionsfrucht, Tomaten, Erdbeeren und Brombeeren wirtschaftlich rentabel. Problematisch sind eine konstante Wasserverfügbarkeit durch Frostphänomene, historische Faktoren der Besitzverhältnisse, eine geringe Rentabilität aufgrund der wirtschaftlichen Bedingungen, geringe Nachfrage, das Fehlen moderner landwirtschaftlicher Arbeitsmitteln und der falscher Einsatz von Düngemitteln.
Nach Art der Nutzung wird der Boden im Departement Nariño hauptsächlich für die Viehzucht (68,9 %) genutzt, es folgen landwirtschaftliche Tätigkeiten (14,9 %) und Wälder (14 %). Zu den wichtigsten Dauerkulturen, die im Departement Nariño angebaut werden, gehören Bananen und Kochbananen mit einem Anteil von 30 %, Zuckerrohr mit 21,1 %, Kokosnuss mit 11,25 %, Kaffee und Zitrusfrüchte mit einem Anteil von ca. 6 %. Der Kaffee aus Nariño ist aufgrund seiner physikochemischen Eigenschaften weltweit begehrt, er ist daher das meist exportierte Produkt in Zielländer wie Deutschland, Australien, Belgien, Kanada und Südkorea.
Die Ursache für die geringe Beteiligung an der Wertschöpfung der der Gemeinden, mit Ausnahme von Tumaco, lässt sich zum Teil durch das Fehlen eines strukturierten wohlstandsfördernden Agrarsektors erklären. Die Merkmale des Tauschhandels und der weitgehend nicht-kapitalistischen Produktionsweise haben die Entwicklung landwirtschaftlicher Tätigkeiten nicht zugelassen. Die Gemeinden mit der größten Entwicklung der industriellen Produktion in der pazifischen Subregion Nariño sind Tumaco und Olaya Herrera, maßgeblich mit Palmöl bzw. Sägewerken. Die landwirtschaftlich geprägten Gemeinden Magüí Payán und Roberto Payán und Mosquera sind mit Bananenanbau und handwerkliche Fischerei die wichtigsten der Region. Was den Dienstleistungssektor betrifft sind die engagiertesten Gemeinden Barbacoas, Santa Bárbara und Francisco Pizarro, die im Wesentlichen auf die Erbringung öffentlicher Dienstleistungen und den Handel ausgerichtet sind.
In Nariño stieg die Fläche des Kokaanbaus von 15.951 Hektar im Jahr 2010 auf 41.903 Hektar im Jahr 41.903 Hektar im Jahr 2018, d. h. ein Anstieg von 263 % in acht Jahren, wobei es im Jahr 2017 mit 45.735 Hektar Kokaanbau ein Höchststand verzeichnet. Bisher ist Nariño das Departement mit dem größten Kokaanbau im Land (169.000 Hektar), was 25 % der Gesamthektarzahl der gesamten Anbaufläche von Kolumbien ausmacht, vor Departement Norte de Santander mit 33.598 Hektar und Putumayo mit 26.408 Hektar. Die Gemeinden mit dem höchsten prozentualen Anstieg des illegalen Anbaus sind Leiva (630 %), Ricaurte (543 %), Cumbitara (272 %), El Charco (263 %), El Rosario (245 %), Francisco Pizarro (232 %), und Policarpa (187 %). Die Gemeinde Tumaco verzeichnete einen Rückgang des illegalen Kokaanbaus um 5,39 %, ist aber mit 16.046,85 Hektar (38 % der Gesamtfläche) weiterhin am stärksten vertreten. Im Jahr 2020 lag Nariño an zweiter Stelle der Departements mit der höchsten Kokaproduktion von Kolumbien.

### Viehwirtschaft
Im Bereich der Viehzucht steht das Departement Nariño mit 49.801 landwirtschaftlichen Betrieben und 407.143 Tieren an vierter Stelle von Kolumbien, von denen sind 99 % auf kleine Erzeuger mit weniger als 50 Tieren. Das Departement hat sich zur Molkereiregion des Landes entwickelt, in der 66 % der Viehzüchter sich der Milchproduktion widmen, die sich hauptsächlich in drei Unterregionen angesiedelt sind: Central, Sabana südlich von Túquerres und die ehemalige Provinz Obando. Allerdings gibt es Viehzüchter, die ihre Herden ihre Herden auf die Mast (14 %) und die Rinderzucht (13 %) ausgerichtet haben, was eine Möglichkeit zur Diversifizierung der Herdenproduktion darstellen kann. Die Molkereikette des Departements verzeichnete im Jahr 2017 eine Milchproduktion von 327,6 Millionen Litern, was 5,7 % der nationalen Gesamtmenge entspricht. Davon werden 53 % auf dem lokalen Markt und 47 % auf überregional vermarktet. Die Milcherzeugung trägt zu 27 % zum BIP des Departements für Landwirtschaft und Viehzucht bei und es wird geschätzt, dass rund 159.448 Menschen ihren Lebensunterhalt aus der Viehzucht beziehen. Nariño ist der führende Erzeuger von Meerschweinchen im Land, mit mehr als 86 % der Gesamtpopulation dieser Art, vor den Departements Cauca und Huila, in denen die meisten Meerschweinchen gehalten werden. Etwa 30.000 Bauernfamilien widmen sich dieser Tätigkeit.

### Fischwirtschaft
Die Fischereiproduktion im Departement Nariño findet hauptsächlich in der Gemeinde Tumaco statt.

## Infrastruktur
Die Flüsse und die Küste sind die Achsen der räumlichen Organisation und der Mobilität für Tausende von Menschen. Der Hafen von Tumaco ist kaum in Betrieb, und die Kommunikation mit Pasto, den Städten und Regionen im Inland ist durch natürliche Ursachen oder die öffentliche Ordnung unterbrochen. Diese Faktoren sind die Haupthindernisse für die intraregionale Integration und fördern die Vergrößerung des sozialen Gefälles in den Gebieten, wodurch ein fragmentiertes stadtregionales System mit schwachen und isolierten Märkten entsteht, das hohe Kosten verursacht und die Wettbewerbsfähigkeit der lokalen Produktion untergräbt. Das Departement verfügt über drei Hauptflughäfen.
- Flughafen Antonio Nariño: Es handelt sich um einen Flugplatz in der Gemeinde Chachagüí, im Departement Nariño, 27 Kilometer von der Hauptstadt San Juan de Pasto entfernt. Er wird sowohl von Inlands- als auch von Charterflügen angeflogen, sowohl militärische als auch private. Seit 2020 wird der Flughafen modernisiert. Das Terminal und das Vorfelds werden ausgebaut, es entsteht ein  neuer Kontrollturm und ein Gebäude für allgemeine Dienste und Feuerwehr, was es dem Flughafen ermöglicht, den Service zu optimieren und zu verbessern.
- Flughafen San Luis: Er liegt auf einer Esplanade der Hochebene von Túquerres und Ipiales im Norden und im Zuständigkeitsbereich der Gemeinde Aldana im Departement Nariño. Der höchste Verkehrsflughafen des Landes ist ein Passagier- und Frachtflughafen, der die Stadt Ipiales und die Gemeinden der ehemaligen Provinz Obando verbindet. Er hat eine Start- und Landebahn der Richtung 08/26 mit den Maßen von 2500 × 45 Metern und einer Asphaltdecke. Das jährliche Verkehrsaufkommen liegt bei 14.468 Passagieren und ein Frachtaufkommen von 55 Tonnen.
- Flughafen La Florida: Er befindet sich in der Gemeinde Tumaco, vier Kilometer vom Stadtzentrum entfernt. Er ist tagsüber in Betrieb und verfügt über eine asphaltierte Start- und Landebahn mit einer Länge von ca. 1600 × 30 m in Richtung 06/26. Obwohl er den Betrieb von Boeing 737 und Douglas DC-9 ermöglicht, liegt der Schwerpunkt heute auf kleineren Flugzeugen wie Fokker 50, Embraer ERJ 145, Antonow An-32, CASA C-295, Lockheed C-130, ATR 72 und alle Arten von Turboprops.

Drei kleinere Flugplätze in El Charco, Magüí Payán und Santa Bárbara verfügen über eine prekäre Infrastruktur, mit Ausnahme des Flugplatzes in El Charco, der trotz seiner vorhandenen Infrastruktur keine Flugpräsenz hat. Selbst mit den drei Flughäfen des Departements ist das Angebot an Luftverkehrsdiensten unzureichend. Das Angebot an Luftverkehrsdiensten befindet sich im Anfangsstadium, oft ist das Wetter ist ein großes Hindernis. Die Tarife, die in diesem Gebiet verlangt werden, sind sehr viel höher als im Rest des Landes. Diese Tatsache bedeutet, dass das Departement mit großen Lücken in der Land- und Seeverkehrsinfrastruktur nicht über die besten Luftverkehrsdienste verfügt. Dies macht deutlich, dass der Süden vom Rest des Landes abgekoppelt ist, diese Tatsache kennzeichnet in transzendenter Weise seine wirtschaftliche Rückständigkeit.

## Administrative Unterteilung
Die 64 municipios im Departamento de Nariño sind in der Liste der Municipios im Departamento de Nariño aufgeführt.

## Erdbeben von 1979
Am 12. Dezember 1979 wurde das Departamento de Nariño vom bisher schwersten Erdbeben Kolumbiens im 20. Jahrhundert heimgesucht. Ein nachfolgender Tsunami zerstörte Tausende Häuser, die aus Holz gebaut waren. Das Erdbeben nahm als Erdbeben von Tumaco 1979 seinen Platz in der Geschichte ein.